# Fuerzas de Defensa de Kenia
Las Fuerzas de Defensa de Kenia (FDK) (en suajili: Majeshi ya Ulinzi ya Kenya) son las fuerzas armadas de la República de Kenia, y están formadas por la Armada de Kenia, el Ejército de Kenia y la Fuerza Aérea de Kenia.

## Historia
Las actuales FDK fueron establecidas y su composición fue estipulada en el Artículo 241 de la Constitución de Kenia de 2010, y se rige por la Ley de las FDK de 2012. Su misión principal es la defensa y protección de la soberanía e la integridad territorial de Kenia, el reclutamiento militar para las FDK se realiza anualmente. El Presidente de Kenia es el comandante en jefe de las FDK, y el Jefe de las Fuerzas de Defensa de Kenia, es el oficial militar de mayor rango y el principal asesor militar del Presidente de Kenia.
Las Fuerzas de Defensa, como muchas instituciones gubernamentales de Kenia, se han visto manchadas por la corrupción. Debido a que los militares han estado tradicionalmente envueltos en el manto de la seguridad del Estado, la corrupción ha estado menos a la vista del público, y por lo tanto, menos sujeta al escrutinio y a la notoriedad pública. Pero en 2010, se hicieron acusaciones creíbles de corrupción en relación con el reclutamiento  y la adquisición de vehículos blindados de transporte de personal. La decisión sobre la adquisición del avión Northrop F-5 Tiger II, ha sido cuestionada públicamente. En 2015, se hicieron acusaciones creíbles de que la FDK estaba involucrada en el contrabando de azúcar desde el sur de Somalia hacia Kenia, para evitar pagar derechos de importación.
La FDK se despliega regularmente en misiones de mantenimiento de la paz y de combate, por ejemplo en la lucha contra la insurgencia de la juventud combatiente de Al-Shabaab en Somalia desde 2011.
El Reino Unido desplegó a sus fuerzas militares en la Colonia y Protectorado de Kenia, después de su establecimiento, estas fuerzas se convirtieron en los Fusileros Africanos del Rey (FAR). Los Fusileros Africanos del Rey, lucharon durante las dos guerras mundiales, y combatieron el levantamiento de los Mau Mau.  Al otro lado del Levantamiento de los Mau Mau estaba la primera fuerza keniana, creada por los propios africanos: El Ejército de la Tierra y la Libertad de Kenia.

### Administración de Jomo Kenyatta
La independencia de Kenia, en la medianoche del 12 de diciembre de 1963, fue un hito enorme. Tras la independencia, el Parlamento de Kenia creó las Fuerzas Militares de Kenia (FMK) mediante la Ley FMK de 1963. De esta forma, los Fusileros Africanos del Rey, se convirtieron en los Fusileros de Kenia. El nuevo gobierno independiente, contrató a altos oficiales militares británicos como asesores y entrenadores del nuevo ejército keniano. Se quedaron, administrando las antiguas unidades africanas, a medida que desarrollaban características más kenianas. El Regimiento de Kenia, formado por colonos británicos, fue disuelto. 
Entre 1963 y 1967, Kenia libró la Guerra de Shifta, contra los ciudadanos somalíes que buscaban unirse con sus compatriotas de la República de Somalia, al noreste del país.  A finales de 1963, el Quinto Regimiento de Fusileros de Kenia, fue enviado a la Provincia Nororiental como respuesta al creciente número de emboscadas de la guerrilla somalí.  También se enviaron policías adicionales y la Unidad de Servicios Generales. Los guerrilleros somalíes combatían en unidades móviles, y podían contar con un apoyo sustancial de la población local keniana-somalí. El ejército y la policía reasentaron por la fuerza a la población en nuevas aldeas y llevaron a cabo redadas para destruir a la guerrilla somalí, incluidos ataques con morteros contra las posiciones de la guerrilla rebelde somalí.
En la tarde del 24 de enero de 1964, el hecho de que el Primer Ministro keniano no apareciera en la televisión, donde los soldados jóvenes del 11.º Regimiento de Fusileros de Kenia esperaban un discurso televisado y un anuncio de aumento salarial, provocó un motín entre los hombres.  Parsons dice que es posible que el discurso sólo se transmitiera por radio en el área de Nakuru, donde se encontraba el cuartel y la sede del batallón. El gobierno de Kenyatta celebró sendas cortes marciales para 43 soldados.
A raíz del motín y de los juicios militares que siguieron, el 11.º Regimiento de Fusileros de Kenia fue disuelto.  Se creó un nuevo batallón, el Primer batallón de Fusileros de Kenia, integrado íntegramente por 340 soldados que habían sido absueltos de participar en el motín, por la División de Investigaciones Criminales de Kenia. Hornsby escribe que después del motín, «[Kenyatta] mejoró las condiciones, anunció aumentos salariales para los militares, aceleró la africanización y dio instrucciones a los servicios de inteligencia para que se infiltraran y vigilaran al ejército en busca de signos de descontento». 
Las conversaciones comenzaron en marzo de 1964 entre Kenia y el secretario de estado de relaciones con la Mancomunidad de Naciones, Duncan Sandys, sobre defensa, y el 3 de junio de 1964 se firmó un acuerdo formal, las tropas británicas se debían retirar el 12 de diciembre de 1964. Los británicos ayudarían al ejército keniata, proveerían recursos, entrenarían a la Fuerza Aérea de Kenia y a la Marina de Kenia, proporcionarían unidades de la Real Fuerza Aérea Británica (RAF) y del Ejército Británico, para ayudar a mantener la seguridad nacional en el país africano, se harían importantes préstamos militares y una gran parte de la propiedad militar británica en Kenia, sería transferida al nuevo gobierno de Kenia, a cambio, los aviones británicos podrían transitar por Kenia, los barcos de la Armada Real Británica de la Flota del Lejano Oriente y otras unidades navales, podrían visitar el puerto de Mombasa, las instalaciones de comunicaciones podrían utilizarse hasta 1966 y las tropas británicas podrían hacer ejercicios en Kenia dos veces al año.Los despliegues militares y los entrenamientos del Ejército Británico en Kenia continuaron hasta el año 2015, y fueron supervisados por el alto mando del Ejército Británico en Kenia.
Timothy Parsons escribió en 2002-2003: 
"Kenyatta no tuvo que preocuparse por la confiabilidad política del Ejército keniano, ya que los asesores militares británicos de alto rango expatriados lo dirigieron siguiendo las tradiciones militares de los Fusileros Africanos del Rey. Durante la década de 1960, siguiendo las lecciones aprendidas por la infantería del Ejército de Kenia, los oficiales africanos asumieron el mando operativo de todas las unidades principales, pero un equipo de entrenamiento británico siguió supervisando al ejército keniano durante casi una década, y más importante aún, un acuerdo de defensa informal con el Reino Unido, le aseguró a Kenyatta que podía contar con el apoyo militar británico, en el caso de un motín en el ejército keniata o de un intento de golpe de estado."
A los pocos meses, el General de brigada británico AJ Hardy dejó el puesto de comandante del Ejército de Kenia y lo entregó al General de brigada Joseph Ndolo, el 1 de diciembre de 1966. La influencia británica aumentó con el nombramiento del Mayor general Bernard Penfold como Jefe del Estado Mayor de la Defensa, un nuevo puesto como oficial superior de todas las fuerzas armadas kenianas.  Ndolo sucedió a Penfold como Jefe del Estado Mayor de la Defensa en 1969, pero se retiró el 24 de junio de 1971, después de verse implicado en un complot golpista supuestamente organizado por Joseph Owino. A partir de ese momento, los jefes de servicio reportaron directamente al Ministro de Defensa, James Gichuru.  El puesto de Jefe del Estado Mayor de la Defensa no fue ocupado nuevamente hasta siete años después (rebautizado como Jefe del Estado Mayor General) cuando Daniel Arap Moi trasladó al teniente general Jackson Mulinge y lo nombró comandante del Ejército, en noviembre de 1978.  Mahamoud Mohamed sucedió a Mulinge en 1986 y fue el comandante general del ejército hasta 1996. Mohamed fue sucedido por el General Daudi Tonje, entre los años (1996-2000). 
Las mujeres fueron reclutadas por primera vez en las fuerzas armadas kenianas en 1971, con la creación del Cuerpo de Servicio Femenino. El cuerpo estaba formado inicialmente por 150 mujeres bajo el mando de la mayor Patricia Ineson, del Cuerpo de Mujeres del Ejército Británico, antes de ser reemplazada por Phyllis Ikua, exmiembro del servicio de prisiones de Kenia. Fatumah Ahmed se unió al Estado Mayor en 1983.

### Administración de Moi
El Instituto Sudafricano de Estudios de Seguridad escribió que cuando Moi todavía estaba en el poder:  "la reputación de las fuerzas armadas kenianas como un estamento políticamente neutral había sido socavada por una evidencia irrefutable de favoritismo tribal en el nombramiento de puestos clave. En el ejército (y también en la policía keniana), existía un monopolio virtual del grupo étnico del presidente Moi, los kalenjin, en la cúpula directiva. De 18 generales militares, al menos un tercio eran kalenjin; de 20 brigadas, 7 eran kalenjin, un grupo étnico que representa sólo una décima parte de la población de Kenia. Esto obviamente funciona en desventaja, especialmente, de los kikuyu y los luo".
A partir de la década de 1990, el Ejército de Kenia se involucró en operaciones de mantenimiento de la paz de las Naciones Unidas, que, según Hornsby, "ofrecieron tanto experiencia como una fuente de ingresos para el ejército y sus soldados".  (Las Naciones Unidas reembolsan a los países que aportan tropas por cada soldado aportado). El primer despliegue de mantenimiento de la paz de Kenia fue en el Grupo de Observadores Militares de las Naciones Unidas para Irán e Irak para supervisar el alto el fuego;  luego, la UNTAG en Namibia. Entre 1989 y 2001, las tropas kenianas participaron en la UNTAG, la UNPROFOR, la UNCRO (Croacia), la UNTAES, la UNOMIL, la UNPREDEP en Macedonia del Norte (1996-1999), la MONUA en Angola (1997-1999) y la UNTAET en Timor Oriental (1999-2001). Entre 1999 y 2000, las mujeres se integraron a las unidades regulares del ejército y se disolvió el Cuerpo de Servicio Femenino.

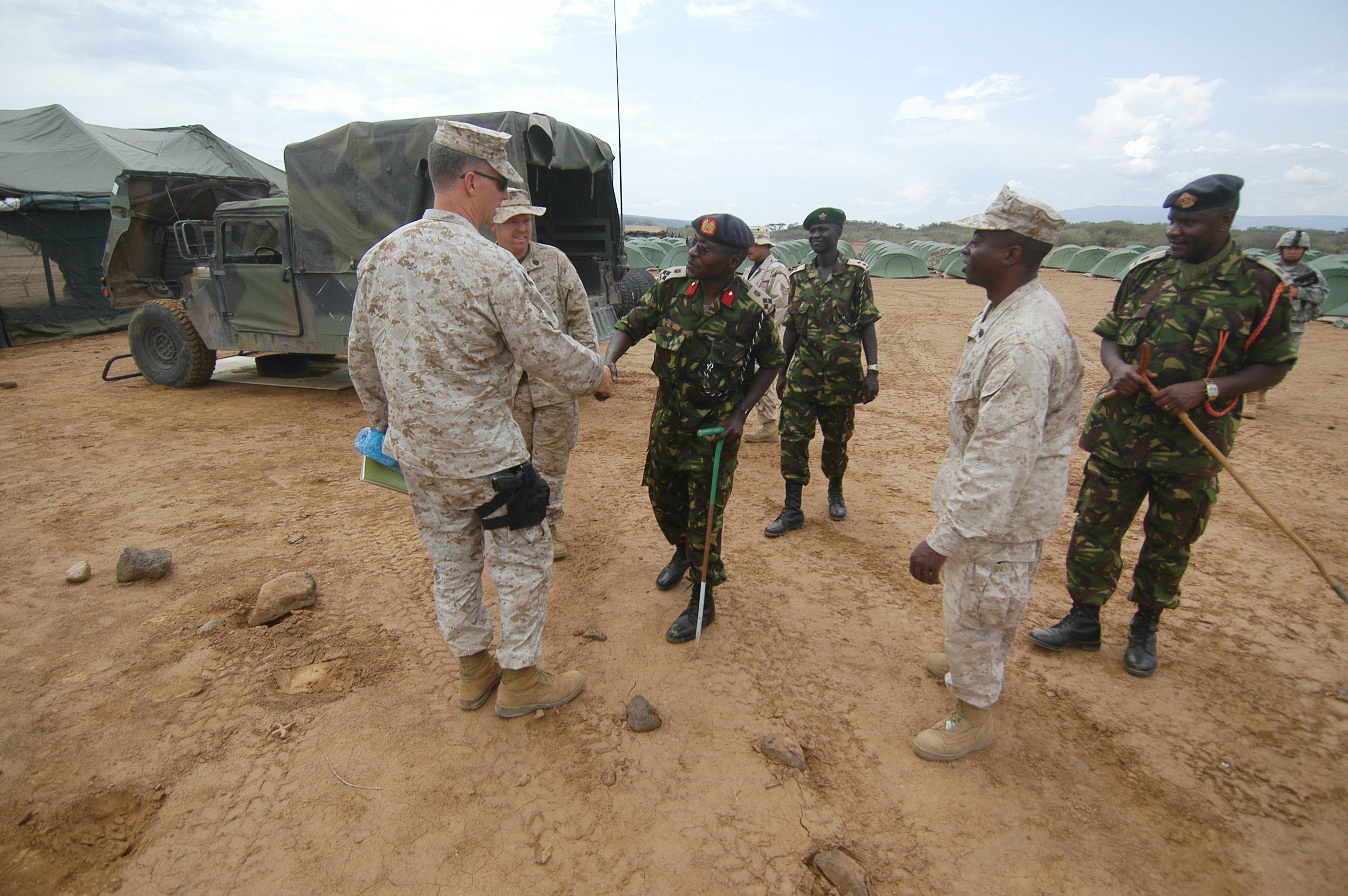
El general de brigada del Ejército keniano, Leonard Ngondi, era el comandante del ejercicio operativo conjunto llamado: "Natural Fire". Ngondi, saludaba al teniente coronel del Cuerpo de Marines de los Estados Unidos (USMC) Steve Nichols, situado a la izquierda de la imagen, en el campamento "Lonestar", ubicado en Kenia, en 2006.

A principios del siglo XXI, el ministro de defensa, el ministro de seguridad interior y la administración provincial, formaban parte de la maquinaria presidencial. Todos los oficiales militares, excepto los de alto rango, eran designados, promovidos y removidos por el sistema de gestión del personal militar. El presidente nombra y retira a los oficiales militares de alto rango. Bajo la autoridad del presidente como comandante en jefe, el ministro de defensa preside el Consejo de la Defensa Nacional. 
"Natural Fire" fue el mayor ejercicio combinado entre las naciones de la comunidad de África Oriental y los Estados Unidos. El ejercicio incluyó programas médicos, veterinarios y proyectos de ingeniería, además de ejercicios militares conjuntos.
El Jefe del Estado Mayor keniano es el jefe táctico, operativo y administrativo del ejército. Según la Constitución keniana de 2010, las fuerzas de defensa no pueden ser desplegadas en operaciones de combate fuera de Kenia, sin la previa aprobación del Parlamento de Kenia.

### Administración de Kibaki
Tras las elecciones nacionales de diciembre de 2007 y la violencia que posteriormente se desató en el país, una comisión de investigación, la Comisión Waki, elogió su disposición y consideró que "había cumplido bien su deber". Sin embargo, ha habido graves denuncias de violaciones de los derechos humanos, más recientemente durante la realización de operaciones de contrainsurgencia en la zona del Monte Elgon y también en el distrito central de Mandera.
En octubre de 2011, tras una reunión preparatoria de fin de semana entre oficiales militares kenianos y somalíes en la ciudad de Dhobley, unidades del ejército keniano cruzaron la frontera para iniciar la Operación Linda Nchi, atacando a los insurgentes de la juventud combatiente de Al-Shabaab en el sur de Somalia. Kenia se había coordinado con el gobierno de transición en Mogadiscio y con las milicias somalíes en las zonas fronterizas, pero la ofensiva sobre Kismaayo estaba dirigida por las FDK. A principios de junio de 2012, las fuerzas kenianas se integraron formalmente en la AMISOM.
En agosto de 2012, el General de división Maurice Oyugi era el vicecomandante del ejército keniano.

## Ramas de servicio de las fuerzas armadas kenianas
Las Fuerzas de Defensa de Kenia están formadas por el Ejército de Kenia, la Fuerza Aérea de Kenia y la Armada de Kenia.

### Ejército de Kenia

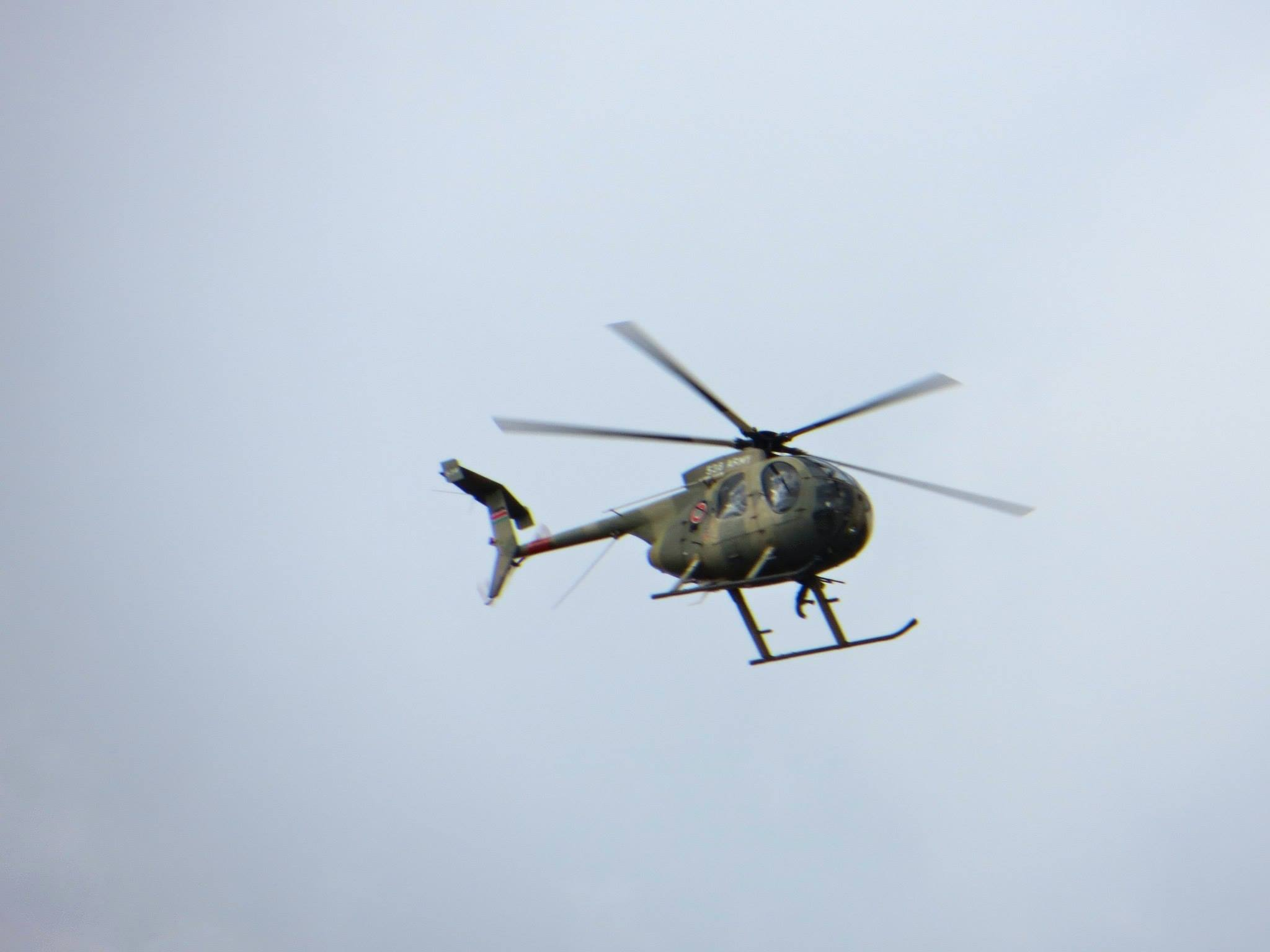
Un helicóptero MD 500 Defender sobre el centro comercial Westgate durante el tiroteo, secuestro y posterior asedio del centro, en 2013.

En 2006, el Ejército de Kenia contaba con cinco brigadas: dos de infantería, una brigada contaba con tres batallones y otra tenía dos batallones; la Brigada Blindada del Ejército de Kenia tenía tres batallones; la Brigada de Artillería del Ejército de Kenia contaba con dos batallones; y la Brigada de Ingenieros tenía dos batallones. Además, el ejército incluía una unidad de artillería antiaérea y defensa antiaérea, un batallón de paracaidistas, infantería y un batallón de asalto aéreo equipado con 35 helicópteros artillados en Embakasi.
En febrero de 2014, el Ministerio de Defensa keniata, enumeró las siguientes formaciones y servicios del Ejército: 
- Infantería del ejército de Kenia.
- Paracaidistas del Ejército de Kenia – La Compañía Ranger D del 20.º Batallón de Paracaidistas es la única unidad de comando del Ejército de Kenia entrenada para combatir las actividades terroristas junto con la Fuerza de Tarea Conjunta Africana (FTCA). Las tareas principales de la Fuerza de Tarea Conjunta Africana, incluyen el reconocimiento especial, las incursiones, las emboscadas, las misiones de infiltración tras las líneas enemigas, las misiones de patrulla fronteriza y las operaciones conjuntas. La unidad fue desplegada para llevar a cabo diversas operaciones de contrainsurgencia en la zona del Monte Elgon, en 2008, en medio de acusaciones de tortura y detención ilegal.[37]
- La Brigada Blindada del Ejército de Kenia, incluye un batallón de reconocimiento blindado y un batallón de carros de combate.
- La Brigada de Artillería del Ejército de Kenia, incluye un batallón de artillería establecido el 27 de abril de 2018.[38]
- La Brigada de ingenieros de combate del Ejército de Kenia.
- El 50.º Batallón de caballería aeromóvil.
- El Cuerpo de Artillería del Ejército de Kenia.
- El Cuerpo de Transporte del Ejército de Kenia.
- El Cuerpo de ingeniería eléctrica y mecánica del Ejército de Kenia.
- El Cuerpo de Señales del Ejército de Kenia.
- El Cuerpo de Policía militar.
- El Cuerpo de Educación del Ejército de Kenia.
- El Cuerpo médico del Ejército de Kenia.
- La Policía de las Fuerzas de Defensa de Kenia.

La iniciativa de la Fuerza de Ataque Ranger de Kenia comenzó en 2006 con una solicitud del Ministerio de Defensa; la creación de la Fuerza de Ataque Ranger, se destacó ampliamente en el Libro Blanco del sobre cooperación militar para los años (2011-2016). La inversión total de los Estados Unidos de Norteamérica en las Fuerzas Armadas de Kenia, fue de 40 millones de dólares. Las fuerzas keniatas aprovecharon los cursos de formación para los Rangers e instructores, y la financiación estadounidense, para asegurar la capacitación y el equipamiento de sus tropas. Los Eventos de Intercambio y Capacitación Combinados Conjuntos (EICCC) y la Iniciativa de Seguridad Regional de África Oriental (ISRAO) han servido para financiar la capacitación y el equipamiento de sus tropas. El primer curso de formación militar, fue impartido para los instructores de Rangers del Ejército de Kenia, y la primera promoción se graduó el 18 de marzo de 2011. Kenia formó un Regimiento de Operaciones Especiales, formado por el 20.º Batallón de Paracaidistas, el 30.º Batallón de Operaciones Especiales y el 40.º Batallón de la Fuerza de Ataque de los Rangers de Kenia. Se dice que el cuartel de Kabete, ubicado cerca de Waiyaki Way, en Nairobi, alberga a unidades de fuerzas especiales.
En 2019-2020, el Instituto Internacional de Estudios Estratégicos enumeró las formaciones del ejército keniata, incluyendo una brigada de combate blindada, un batallón de reconocimiento blindado, dos batallones blindados, un batallón de fuerzas especiales, un batallón de guardabosques, dos brigadas de infantería con tres batallones de infantería, un batallón de infantería, un batallón de caballería aeromóvil, un batallón de fuerzas aerotransportadas, una brigada de artillería con dos batallones de artillería y una batería de morteros, un batallón de defensa antiaérea y una brigada de ingenieros de combate con dos batallones de ingenieros (según el IIEE MB 2020, p. 483).

### Fuerza Aérea de Kenia

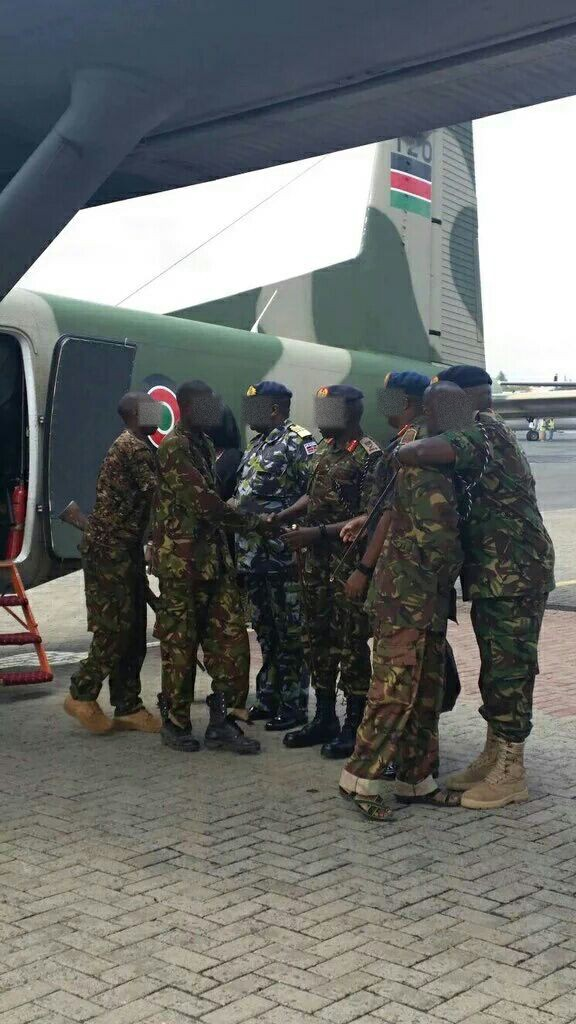
Soldados cerca de un avión utilitario turbohélice de la Fuerza Aérea de Kenia.

La Fuerza Aérea de Kenia fue formada el 1 de junio de 1964, poco después de la independencia, con la ayuda del Reino Unido (RU).
Después de un golpe de Estado fallido por parte de un grupo de oficiales de la Fuerza Aérea el 1 de agosto de 1982, la Fuerza Aérea fue disuelta. La actividad de la Fuerza Aérea fue reconstituida y puesta bajo un control más estricto del ejército keniata. La Fuerza Aérea recuperó su estatus independiente en 1994.
La principal base aérea que opera aviones de combate es la Base Aérea Laikipia en Nanyuki, mientras que la Base Aérea Moi en Eastleigh, Nairobi, es la sede. Otras bases incluyen la base aérea de Wajir, la base de operaciones avanzada (BOA) de Mombasa (Aeropuerto Internacional Moi), la BOA de Mandera, y la BOA de Nyeri (para helicópteros y aviones pequeños).

### Armada de Kenia
La Armada de Kenia es la rama naval de las Fuerzas de Defensa de Kenia. La Armada fue creada el 12 de diciembre de 1964, exactamente un año después de que Kenia obtuviera su independencia del Reino Unido. Fue precedida por la Armada Real del África Oriental colonial.
La Armada opera varias bases, la base naval de Mtongwe en Mombasa, Shimoni, Msambweni, Malindi, Kilifi y otra base ubicada en la Isla de Manda (parte del Archipiélago de Lamu).